# Max Born
Max Born (n. 11 decembrie 1882, Breslau, Imperiul German – d. 5 ianuarie 1970, Göttingen, RFG) a fost un fizician și matematician german care a contribuit la dezvoltarea mecanicii cuantice. El a adus contribuții și în fizica solidului și în optică și a îndrumat activitatea unui număr remarcabil de fizicieni din deceniile anilor 1920 și 1930. Born a primit Premiul Nobel pentru Fizică în 1954 pentru „cercetarea fundamentală în mecanica cuantică, în special în interpretarea statistică a funcției de undă”.
Născut în 1882 la Breslau, pe atunci în Germania, astăzi în Polonia și cunoscut sub numele de Wrocław, Born a intrat la Universitatea din Göttingen în 1904, unde a găsit trei renumiți matematicieni, Felix Klein, David Hilbert și Hermann Minkowski. El și-a scris teza de doctorat pe tema „Stabilitatea elastică în plan și în spațiu”, câștigând Premiul Catedrei de Filosofie a Universității. În 1905, el a început cercetarea relativității restrânse cu Minkowski, și, ulterior, a scris teza de habilitare pe tema modelului Thomson al atomului. O întâlnire întâmplătoare cu Fritz Haber în Berlin în 1918 a condus la discuții despre modul în care se formează compuși ionici atunci când un metal reacționează cu un halogen, fenomen astăzi cunoscut ca ciclul Born–Haber⁠(d).
În Primul Război Mondial, după ce inițial a fost încadrat ca operator de radio, el a fost mutat, datorită specialității sale, în echipele de cercetare pe tema localizării sunetelor⁠(d). În 1921, Born a revenit la Göttingen, aranjând o angajare pentru vechiul său prieten și coleg James Franck. Sub conducerea lui Born, Göttingen a devenit unul dintre cele mai importante centre pentru fizică din lume. În 1925, Born și Werner Heisenberg au formulat reprezentarea mecanică matriceală a mecanicii cuantice. În anul următor, el a formulat interpretarea astăzi devenită standard a funcției de densitate de probabilitate⁠(d) pentru ψ*ψ din ecuația lui Schrödinger, pentru care a fost distins cu Premiul Nobel în 1954. Influența lui s-a extins mult dincolo de propriul domeniu de cercetare. Max Delbrück, Siegfried Flügge⁠(d), Friedrich Hund⁠(d), Pascual Jordan, Maria Goeppert-Mayer, Lothar Wolfgang Nordheim⁠(d), Robert Oppenheimer, și Victor Weisskopf și-au făcut toți studiile de doctorat sub conducerea lui Born la Göttingen, și printre asistenții săi s-au numărat Enrico Fermi, Werner Heisenberg, Gerhard Herzberg, Friedrich Hund, Pascual Jordan, Wolfgang Pauli, Leon Rosenfeld⁠(d), Edward Teller, și Eugene Wigner.
În ianuarie 1933, Partidul Nazist a venit la putere în Germania, și Born, care era evreu, a fost suspendat. El a emigrat în Regatul Unit, unde s-a angajat la St John's College⁠(d), și a scris o carte de popularizare a științei, Universul agitat, precum și Fizica atomică, care în curând a devenit manual standard. În octombrie 1936, el a devenit Profesor Tait de Filozofie Naturală la Universitatea din Edinburgh, unde, lucrând cu asistenții săi de origine germană Walter E. Kellermann și Klaus Fuchs, și-a continuat cercetările în fizică. Max Born a devenit cetățean britanic naturalizat la 31 august 1939, cu o zi înainte de izbucnirea celui de al Doilea Război Mondial în Europa. El a rămas la Edinburgh până în 1952. S-a retras în Bad Pyrmont, Germania de Vest, și a murit într-un spital din Göttingen pe 5 ianuarie 1970.
Alături de Otto Hahn, este inițiatorul Declarației de la Mainau din 1955, ca un apel împotriva utilizării armelor nucleare.

## Primii ani
Max Born s-a născut pe 11 decembrie 1882 la Breslau (în prezent Wrocław, Polonia), care, la momentul nașterii făcea parte din provincia prusacă Silezia⁠(d) din Imperiul German, într-o familie de origine evreiască. El a fost unul din cei doi copii ai lui Gustav Born⁠(d), anatomist și embriolog, fost profesor de embriologie la Universitatea din Breslau, și ai soției acestuia, Margarethe (Gretchen), născută Kauffmann, dintr-o familie de industriași din Silezia. Ea a murit când Max avea patru ani, la 29 august 1886. Max a avut o soră, Käthe, care s-a născut în 1884, și un frate vitreg, Wolfgang, din a doua căsătorie a tatălui său, cu Bertha Lipstein. Wolfgang a devenit mai târziu profesor de istoria artelor la Colegiul din New York⁠(d).
Inițial educat la König-Wilhelm-Gymnasium din Breslau, Born a intrat la Universitatea din Breslau în anul 1901. Sistemul universitar german le permitea studenților să se mute cu ușurință de la o universitate la alta, așa că și-a petrecut semestrele de vară la Universitatea din Heidelberg în 1902 și la Universitatea din Zürich în 1903. Colegii de la Breslau, Otto Toeplitz⁠(d) și Ernst Hellinger⁠(d), i-a vorbit lui despre Universitatea din Göttingen, și Born a mers acolo în aprilie 1904. La Göttingen, el a găsit trei matematicieni renumiți: David Hilbert, Felix Klein și Hermann Minkowski. Foarte curând după sosirea lui, Born a format legături strânse cu cei doi din urmă. De la primul curs cu Hilbert, Hilbert l-a identificat pe Born ca având abilități excepționale și l-a selectat drept copist, rol din care trebuia să scrie notele de curs pentru studenții de matematică la sala de lectură a Universității din Göttingen. Această poziție l-a pus pe Born în contact regulat cu Hilbert, timp în care larghețea intelectuală a lui Hilbert i-a slujit mult minții fertile a lui Born. Hilbert a devenit mentorul lui Born după ce l-a ales să fie primul care a ocupat postul neplătit și semi-oficial de asistent al său. Born a luat legătura cu Minkowski prin mama lui vitregă, Bertha, care îl cunoștea pe Minkowski de cursurile de dans din Königsberg. După ce a fost prezentat, Born a fost invitat în casa familiei Minkowski la mesele de duminică. În plus, în exercitarea atribuțiilor sale în calitate de copist și asistent, Born îl vedea de multe ori pe Minkowski în casa lui Hilbert.
Relația lui Born cu Klein a fost mai problematică. Born a participat la un seminar organizat de către Klein și de profesorii de matematică aplicată Carl Runge și Ludwig Prandtl, pe tema elasticității⁠(d). Deși nu era deosebit de interesat de subiect, Born a fost obligat să prezinte un articol pe această temă. Folosind calculul variațiunilor al lui Hilbert, a prezentat o lucrare în care, folosind configurația curbată a unui cablu cu ambele capete fixate, el a demonstrat că este cea mai stabilă. Klein a fost impresionat, și l-a invitat pe Born să prezinte o teză pe tema „Stabilitatea elastică în plan și în spațiu” – un subiect apropiat și drag lui Klein – care Klein a aranjat să fie subiectul prestigiosului Premiu anual al Catedrei de Filosofie oferit de către Universitate. Tezele admise se puteau califica și ca disertații de doctorat. Born a răspuns refuzând oferta, întrucât matematica aplicată nu era aria lui de studiu preferată. Klein a fost foarte ofensat.
Klein avea puterea de a distruge o carieră academică, astfel încât Born s-a simțit obligat să ispășească prin depunerea unei intrări pentru premiu. Întrucât Klein a refuzat să-l supravegheze, Born a aranjat să-l aibă ca supervizor pe Carl Runge. Woldemar Voigt⁠(d) și Karl Schwarzschild au devenit ceilalți examinatori ai lui. Pornind de la lucrarea sa, Born a dezvoltat ecuațiile pentru condițiile de stabilitate. Pe măsură ce devenea mai interesat de subiect, el și-a construit un aparat cu care își putea testa experimental predicțiile. Pe 13 iunie 1906, rectorul a anunțat că Born a câștigat premiul. O lună mai târziu, a trecut de examinarea orală⁠(d) și a primit titlul de doctorat în matematică mențiune onorifică⁠(d).
La absolvire, Born a fost obligat să efectueze serviciul militar, pe care îl amânase pe timpul studiilor. S-a găsit înrolat în armata germană, și postat în Regimentul 2 Gardă Dragoni „Împărăteasa Alexandra a Rusiei”, staționat la Berlin. Serviciul a fost de scurtă durată, el fiind lăsat la vatră după un atac de astm în ianuarie 1907. El a plecat apoi în Anglia, unde a fost admis la Gonville and Caius College⁠(d), și a studiat fizica timp de șase luni la Laboratorul Cavendish⁠(d) sub J. J. Thomson, George Searle⁠(d) și Joseph Larmor. După ce s-a întors în Germania, Armata l-a recrutat din nou, și a servit în Regimentul 1 Silezian „Marele Elector” până când a fost din nou lăsat la vatră după doar șase săptămâni de serviciu. Apoi, el a revenit la Breslau, unde a lucrat sub supravegherea lui Otto Lummer⁠(d) și Ernst Pringsheim⁠(d), sperând să-și obțină habilitarea în fizică. Un accident minor în contextul experimentelor lui Born cu corpul negru, o ruptură a unui furtun de apă de răcire, soldată cu inundarea laboratorului, l-a făcut pe Lummer să-i spună că nu va ajunge niciodată fizician.
În 1905, Albert Einstein a publicat lucrarea sa Despre electrodinamica corpurilor în mișcare ce enunța relativitatea restrânsă. Born a fost intrigat, și a început să cerceteze subiectul. Cu mare tristețe a descoperit că și Minkowski cerceta relativitatea restrânsă de-a lungul acelorași linii, dar când i-a scris lui Minkowski despre rezultatele sale, Minkowski i-a cerut să se întoarcă la Göttingen și să-și facă habilitarea acolo. Born a acceptat. Toeplitz l-a ajutat pe Born să se pună la punct cu algebra matriceală⁠(d) pentru a putea lucra cu matricile din spațiile Minkowski utilizate în acest din urmă proiect pentru a reconcilia relativitatea cu electrodinamica. Born și Minkowski s-au înțeles bine, iar munca lor a făcut progrese, dar Minkowski a murit subit de apendicită pe 12 ianuarie 1909. Studenții de la matematică l-au delegat pe Born să vorbească în numele lor la înmormântare.
Born a încercat să prezinte rezultatele obținute împreună cu Minkowski la o reuniune a Societății de Matematică din Göttingen câteva săptămâni mai târziu. El nu a ajuns prea departe înainte de a fi contestat public de Klein și Max Abraham, care respingeau relativitatea, și l-au obligat să-și încheie prelegerea. Cu toate acestea, Hilbert și Runge erau interesați de munca lui Born și, după câteva discuții cu Born, au devenit convinși de veridicitatea rezultatelor sale, și l-au convins să țină din nou prezentarea. De această dată, el nu a mai fost întrerupt, iar Voigt s-a oferit să sponsorizeze teza de habilitare a lui Born. Born și-a publicat ulterior prezentarea ca un articol despre „Teoria corpurilor rigide în cinematica principiului relativității” (în germană: Die Theorie des starren Elektrons in der Kinematik des Relativitätsprinzips
), care a introdus noțiunea de rigiditate Born⁠(d). Pe 23 octombrie Born și-a prezentat prelegerea de habilitare pe tema modelului Thomson al atomului.

## Cariera

### Berlin și Frankfurt
Born s-a stabilit ca tânăr universitar la Göttingen cu rolul de privatdozent⁠(d). În Göttingen, Born stătea la o pensiune⁠(d) administrată de Sora Annie în Dahlmannstraße 17, cunoscută sub numele de El BoKaReBo. Numele venea de la primele litere din numele celor care locuiau acolo: "El" de la Ella Philipson (studentă la medicină), "Bo" pentru Born și Hans Bolza (student la fizică), "Ka" de la Theodore von Kármán (un privatdozent), și "Re" de la Albrecht Renner (alt student la medicină). Un vizitator frecvent la pensiune era Peter Paul Ewald⁠(d), un student de doctorat al lui Arnold Sommerfeld împrumutat lui Hilbert la Göttingen ca asistent special pentru fizică. Richard Courant⁠(d), matematician și privatdozent, îi numea pe aceștia „grupul interior”.
În 1912, Born s-a întâlnit cu Hedwig (Edy) Ehrenberg, fiica unui profesor de drept de la Universitatea din Leipzig și prietenă cu fiica lui Carl Runge, Iris⁠(d). Ea avea origine evreiască din partea tatălui, deși practica luteranismul când s-a căsătorit, la fel ca și sora lui Max, Käthe. În ciuda faptului că nu practica religia, el a refuzat să se convertească, și nunta din 2 august 1913 a fost o ceremonie în grădină. Cu toate acestea, el a fost botezat în religia luterană în martie 1914 de către același preot care a efectuat ceremonia de nuntă. Born considera „practicile religioase și bisericile, o chestiune lipsită de importanță”. Decizia lui de a fi botezat a fost luată parțial din respect pentru soția lui, și parțial din cauza dorinței lui de a fi asimilat în societatea germană. Căsătoria a produs trei copii: două fiice, Irene, născută în 1914, și Margarethe (Gritli), născută în 1915, și un fiu, Gustav⁠(d), născut în 1921. Prin căsătorie, Born a ajuns în familia juriștilor Victor Ehrenberg⁠(d), socrul său, și Rudolf von Jhering, bunicul soției lui din partea mamei, precum și cu Hans Ehrenberg⁠(d), și este unchi al actorului de comedie britanic Ben Elton.
Până la sfârșitul anului 1913, Born a publicat 27 de lucrări, inclusiv opere importante pe tema relativității și dinamica structurilor cristaline, care au devenit o carte. În 1914 a primit o scrisoare de la Max Planck în care i se explica că s-a creat un nou post de profesor extraordinarius la catedra de fizică teoretică de la Universitatea din Berlin. Postul i se oferise lui Max von Laue, dar acesta l-a refuzat. Born a acceptat. Primul Război Mondial era acum în plină desfășurare. Curând după sosirea în Berlin, în 1915 s-a înrolat într-o unitate militară de semnale. În octombrie, s-a alăturat Artillerie-Prüfungs-Kommission, organizația de cercetare și dezvoltare din Berlin a Armatei, sub comanda lui Rudolf Ladenburg⁠(d), care a înființat o unitate specială dedicată noii tehnologii de localizare sonoră⁠(d). În Berlin, Born a format o prietenie de o viață cu Einstein, care a devenit un frecvent vizitator al casei lui Born. La câteva zile după armistițiul din noiembrie 1918, Planck a cerut Armatei să-l elibereze pe Born din postul său. O întâlnire întâmplătoare cu Fritz Haber în acea lună a dus la discuții despre modul în care un compus ionic se formează atunci când un metal reacționează cu un halogen, azi cunoscut ca ciclu Born–Haber⁠(d).
Chiar înainte ca Born să preia postul de la Berlin, von Laue s-a răzgândit și a hotărât că totuși îl vrea. El a aranjat cu Born și cu facultățile implicate ca Born să preia postul lui. În aprilie 1919 Born a devenit profesor ordinarius și director al Institutului de Fizică Teoretică de la Facultatea de Științe a Universității din Frankfurt pe Main. Aflat acolo, el a fost abordat de către Universitatea din Göttingen, care era în căutarea unui înlocuitor pentru Peter Debye ca director al Institutul de Fizică. „Fizica teoretică,” l-a sfătuit Einstein, „va înflori oriunde se întâmplă să fii tu; nu există niciun alt Born de găsit în Germania de astăzi.” Negociind postul cu ministerul educației, Born a aranjate un alt post, de profesor de fizică experimentală la Göttingen, pentru vechiul său prieten și coleg James Franck.

### Göttingen

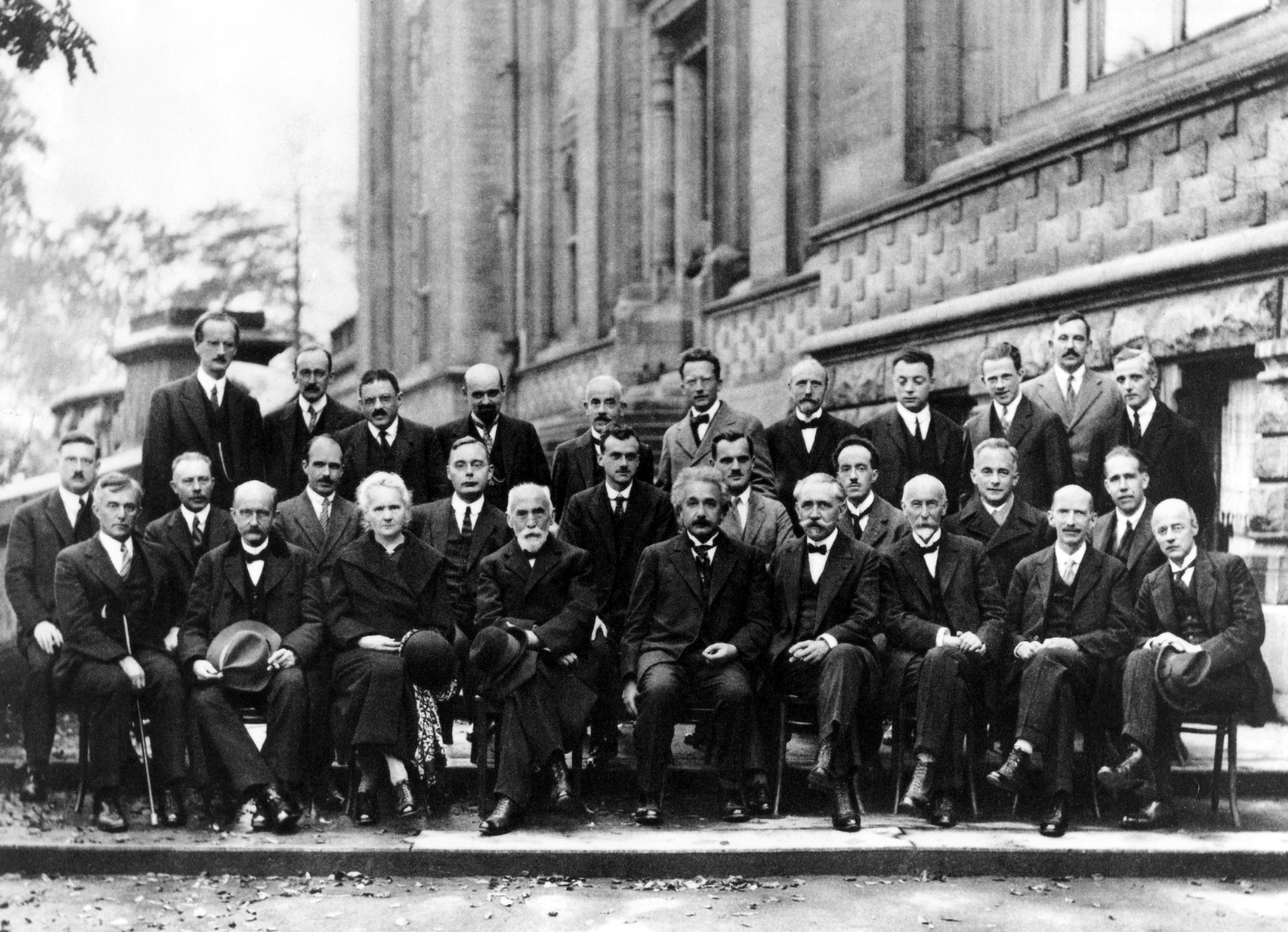
Conferința Solvay din 1927. Born este al doilea din dreapta, în al doilea rând, între Louis de Broglie și Niels Bohr.

Cei 12 ani cât Born și Franck au fost la Göttingen, între 1921 și 1933, Born avut un colaborator cu aceleași idei în raport cu conceptele științifice — avantaj clar pentru predare și cercetare în dezvoltarea teoriei cuantice. Abordarea unei colaborări strânse între fizicienii teoreticieni și experimentaliști era împărtășită de către Born la Göttingen și cu Arnold Sommerfeld de la Universitatea din München, care era profesor ordinarius de fizică teoretică și director al Institutului de Fizică Teoretică— și acesta o forță motrice de prim rang în dezvoltarea teoriei cuantice. Born și Sommerfeld aveau în comun nu numai abordarea în utilizarea fizicii experimentale pentru a-și testa și a-și promova teoriile. În 1922, pe când era în Statele Unite ale Americii să țină cursuri la Universitatea din Wisconsin–Madison, Sommerfeld își trimisese elevul Werner Heisenberg pentru a-i fi asistent lui Born. Heisenberg a revenit la Göttingen în anul 1923, unde și-a terminat habilitarea sub Born în 1924, și a devenit privatdozent la Göttingen.
În 1925, Born și Heisenberg au formulat reprezentarea mecanică matriceală⁠(d) reprezentare a mecanicii cuantice. Pe 9 iulie, Heisenberg i-a dat lui Born un document intitulat Über quantentheoretische Umdeutung kinematischer und mechanischer Beziehungen („Reinterpretare prin teoria cuantică a relațiilor cinematice și mecanice”) pentru a o revizui și a o transmite spre publicare. În lucrare, Heisenberg a formulat teoria cuantică, evitând reprezentările concrete, dar neobservabile ale orbitelor electronului utilizând parametri cum ar fi probabilități de tranziție ale salturilor cuantice, care impuneau folosirea a doi indici corespunzători stărilor inițială și finală. Când Born a citit lucrare, el a recunoscut formularea ca fiind una care ar putea fi transcrisă și a extins în mod sistematic limbajul matricelor, pe care îl învățase din studiile sale sub Jakob Rosanes la Universitatea din Breslau.
Până în acest moment, matricele fuseseră rareori utilizate de fizicieni; acestea au fost considerate a aparține tărâmului pur matematic. Gustav Mie⁠(d) le-a folosit într-o lucrare despre electrodinamică în 1912 și Born le-a folosit în activitatea sa de teoria structurilor cristaline în 1921. Deși matricele erau folosite în aceste cazuri, algebra matricelor cu înmulțirea lor nu intra în peisaj așa cum o făceau în formularea matriceală a mecanicii cuantice. Cu ajutorul asistentului și fostului său student Pascual Jordan, Born a început imediat să facă o transcriere și o extensie, și ei și-au prezentat rezultatele pentru publicare; lucrarea a fost primită pentru publicare la doar 60 de zile după cea a lui Heisenberg. O lucrare de continuare a fost trimisă apoi spre publicare înainte de sfârșitul anului de către toți cei trei autori. Rezultatul a fost o formulare surprinzătoare:
{\displaystyle pq-qp={h \over 2\pi i}I}
unde p și q erau matrice pentru locație și impulsul p, iar I era matricea identitate. Rezultatul apare deoarece înmulțirea matricilor nu este comutativă. Această formulare a fost în întregime atribuită lui Born, care a stabilit și că toate elementele care nu sunt pe diagonala matricei sunt zero. Born a considerat că lucrarea sa cu Jordan cuprinde „cele mai importante principii ale mecanicii cuantice, inclusiv extensia sa la electrodinamică.” Articolul a pus abordarea lui Heisenberg pe o bază matematică solidă.
Born a fost surprins să descopere că Paul Dirac gândea la fel ca Heisenberg. În curând, Wolfgang Pauli a folosit metoda matricei pentru a calcula valorile energetice ale atomului de hidrogen, și a constatat că ele sunt în acord cu modelul Bohr. O altă contribuție importantă a fost făcută de Erwin Schrödinger, care a privit problema folosind mecanica ondulatorie. Aceasta era foarte atrăgătoare la acea dată, pentru că oferea posibilitatea de a reveni la fizica clasică deterministă. Born nu voia să accepte, întrucât ea intra în contradicție cu faptele stabilite de experiment. El a formulat interpretarea acum devenită standard a funcției densității de probabilitate⁠(d) pentru ψ*ψ în ecuația lui Schrödinger, interpretare pe care a publicat-o în iulie 1926.
Într-o scrisoare adresată lui Born la 4 decembrie 1926, Einstein a făcut celebra sa remarcă privind mecanica cuantică:
„Mecanica cuantică este, cu siguranță, impunătoare. Dar o voce lăuntrică îmi spune mie că încă nu este lucrul adevărat. Teoria spune multe, dar nu ne aduce de fapt mai aproape de secretul «celui bătrân». Eu, în orice caz, sunt convins că El nu joacă zaruri. ”
Acest citat este adesea descrisă ca „Dumnezeu nu dă cu zarurile⁠(d)”.
În 1928, Einstein i-a nominalizat Heisenberg, Born, și Jordan pentru Premiul Nobel pentru Fizică,  dar Heisenberg singur a primit Nobelul din 1932 „pentru crearea mecanicii cuantice, a cărei aplicare a condus la descoperirea formelor alotropice ale hidrogenului”, în timp ce Schrödinger și Dirac au primit împreună în 1933 Nobelul „pentru descoperirea de noi forme productive ale teoriei atomice”. Pe 25 noiembrie 1933, Born a primit o scrisoare de la Heisenberg în care îi spunea că a amânat scrisoarea din cauza unei „probleme de conștiință” pentru că a primit Premiul Nobel „pentru activitatea desfășurată în Göttingen, în colaborare — tu, eu și Jordan.” Heisenberg continua scriind că contribuția lui Born și a lui Jordan la mecanica cuantică nu poate fi schimbată cu „o decizie greșită din exterior.” În 1954, Heisenberg a scris un articol în care onora perspectiva lui Planck din 1900, și în care îi credita pe Born și pe Jordan pentru formularea matematică finală a mecanicii matriceale. Heisenberg continua subliniind cât de mari erau contribuțiile lor la mecanica cuantică, și care nu erau „în mod adecvat recunoscute în ochii publicului.”
Între cei care au primit doctorate sub îndrumarea lui Born la Göttingen s-au numărat Max Delbrück, Siegfried Flügge⁠(d), Friedrich Hund⁠(d), Pascual Jordan, Maria Goeppert-Mayer, Lothar Wolfgang Nordheim⁠(d), Robert Oppenheimer, și Victor Weisskopf. Printre asistenții lui Born de la Institutul pentru Fizică Teoretică al Universității din Göttingen s-au numărat Enrico Fermi, Werner Heisenberg, Gerhard Herzberg, Friedrich Hund, Pascual Jordan, Wolfgang Pauli, Leon Rosenfeld⁠(d), Edward Teller, și Eugene Wigner. Walter Heitler a devenit asistent al lui Born în 1928, și și-a încheiat habilitarea sub îndrumarea sa, în 1929. Born nu numai că recunoștea talentul celor cu care lucra, ci „lăsa superstarurile să i-o ia în față; pentru cei mai puțin dotați, le înmâna cu răbdare teme respectabile, dar realizabile.” Delbrück, și Goeppert-Mayer aveau și ei să primească Premii Nobel.

## Sfârșitul vieții

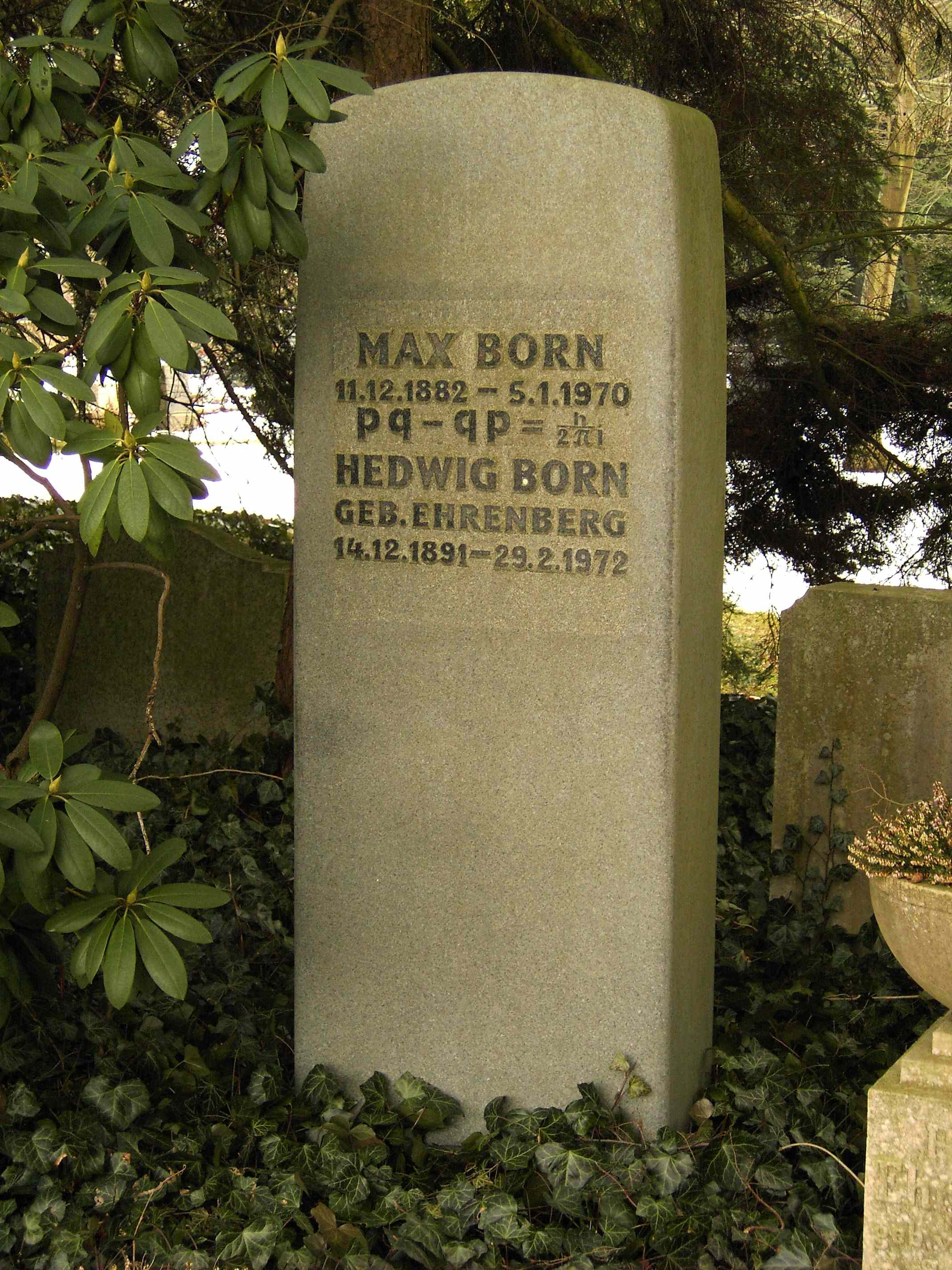
Piatra funerară a lui Born în Göttingen pe care este înscris principiul de incertitudine, pe care l-a pus pe fundamente matematice solide.

În ianuarie 1933, Partidul Nazist a venit la putere în Germania. În luna mai, Born a fost unul dintre cei șase profesori evrei la Göttingen care au fost suspendați cu plată; Franck demisionase deja. În cei doisprezece ani, ei construiseră la Göttingen unul dintre cele mai importante centre de fizică din lume. Born a început să-și caute un nou loc de muncă, i-a scris lui Maria Göppert-Mayer de la Universitatea Johns Hopkins și lui Rudi Ladenburg de la Universitatea Princeton. Ofertele au început curând să vină în valuri, iar el a acceptat una de la St John's College⁠(d). La Cambridge, el a scris o carte de popularizare a științei, Univers Agitat, și un manual, Fizica Atomică, care în curând a devenit lectură standard la universitate, fiind republicat în șapte ediții. Familia lui s-a obișnuit cu viața în Anglia, fiicele lui Irene și Gritli logodindu-se cu galezul Brinley (Bryn) Newton-John (părinții Oliviei Newton-John; Born este bunicul Oliviei, iar Irene este mama ei) și, respectiv, cu englezul Maurice Pryce⁠(d).
Poziția lui Born la Cambridge a fost doar una temporară, iar postul său de la Göttingen a fost desființat în luna mai 1935. Prin urmare, în 1935, el a acceptat o ofertă de la C. V. Raman să vină în Bangalore. Born a luat în calcul acceptarea unei poziții permanente acolo, dar Institutul Indian de Știință⁠(d) nu a înființat un post suplimentar pentru el. În noiembrie 1935, familiei Born i s-a retras cetățenia germană, și ei au devenit apatrizi. Câteva săptămâni mai târziu, Göttingen a anulat doctoratul lui Born. Born a luat în calcul o ofertă de la Piotr Kapița la Moscova, și a început să ia lecții de rusă de la soția rusoaică a lui Rudolf Peierls, Genia. Dar apoi Charles Galton Darwin⁠(d) l-a rugat pe Born să devină succesorul său ca profesor Tait de filosofie naturală la Universitatea din Edinburgh, ofertă pe care Born a acceptat-o imediat, preluând postul în octombrie 1936.
La Edinburgh, Born a promovat predarea fizicii matematice. El a avut doi asistenți germani, Walter E. Kellermann și Klaus Fuchs, și împreună au continuat să investigheze misteriosul comportament al electronilor. Born a devenit un membru al Societății Regale din Edinburgh⁠(d) în 1937, și al Societății Regale din Londra, în martie 1939. De-a lungul lui 1939, a scos din țară pe cât mai mulți din prietenii și rudele sale din Germania, inclusiv pe sora lui, Käthe, pe socrii Kurt și Marga, și pe fiicele prietenului său Heinrich Rausch von Traubenberg. Hedi a condus un birou prin care găsea locuri de muncă pentru tinerele evreice. Born a primit certificatul de naturalizare ca cetățean britanic la 31 august 1939, cu o zi înainte ca al Doilea Război Mondial să izbucnească în Europa.
Born a rămas la Edinburgh până la vârsta de pensionare de 70 de ani, în 1952. S-a retras în Bad Pyrmont, în Germania de Vest, în 1954. În octombrie, el a primit vestea că a fost distins cu Premiul Nobel. Colegii săi fizicieni nu încetaseră niciodată să-l nominalizeze. Franck și Fermi îl nominalizaseră în 1947 și 1948 pentru munca sa în domeniul structurilor cristaline, și de-a lungul anilor, a mai fost nominalizat pentru activitatea din domeniul stării solide, mecanicii cuantice și altor subiecte În 1954, a primit premiul pentru „cercetarea fundamentală în mecanica cuantică, în special în interpretarea statistică a funcției de undă” — ceva la care el lucrase singur. În prelegerea Nobel, el a reflectat asupra implicațiilor filosofice ale operei sale:
„Cred că idei ca certitudine absolută, precizie absolută, adevăr final etc. sunt plăsmuiri ale imaginației care nu ar trebui să mai fie admisibile în niciun domeniu al științei. Pe de altă parte, orice afirmare a probabilității este fie corectă, fie greșită din punctul de vedere al teoriei pe care se bazează. Această slăbire a gândirii (Lockerung des Denkens) îmi pare a fi cea mai mare binecuvântare pe care ne-a dat-o știința modernă. Căci credința într-un singur adevăr și în deținerea lui este cauza tuturor relelor din lume. ”
La pensie, și-a continuat activitatea științifică, și a produs noi ediții ale cărților sale. A murit la vârsta de 87 de ani într-un spital din Göttingen pe 5 ianuarie 1970, și este înmormântat acolo, în Stadtfriedhof⁠(d), în același cimitir cu Walther Nernst, Wilhelm Weber, Max von Laue, Otto Hahn, Max Planck, David Hilbert. I-a supraviețuit soția Edy, care a murit în 1972, și copiii Irene, Gritli și Gustav. Printre strănepoții lui se mai numără compozitorul Brett Goldsmith⁠(d), cântăreața Tottie Goldsmith⁠(d) și pilotul de curse Emerson Newton-John⁠(d).

## Premii și distincții
- 1934 – Medalia Stokes⁠(d) la Cambridge[125]
- 1939 – membru al Societății Regale[125][126]
- 1945 – Medalia MacDougall–Brisbane a Societății Regale din Edinburgh⁠(d)[127]
- 1945 – Premiul Jubiliar Gunning–Victoria al Societății Regale din Edinburgh[125]
- 1948 – Medalia Max Planck⁠(d) a Deutschen Physikalischen Gesellschaft[125]
- 1950 – Medalia Hughes⁠(d) a Societății Regale din Londra[125]
- 1953 – cetățean de Onoare al orașului Göttingen[125]
- 1954 – Premiul Nobel pentru Fizică a fost acordat pentru cercetările fundamentale în mecanica cuantică, în special pentru interpretarea statistică a funcției de undă.[125]
  - 1954 – Discurs la banchetul Premiului Nobel[128]
  - 1954 – Prelegerea Nobel a lui Born[129]
- 1956 – Medalia de Drept Internațional Hugo Grotius, München[125]
- 1959 – Marea Cruce de Merit cu Stea a Ordinului de Merit al Republicii Federale Germania[130]
- 1972 – Premiul Max Born⁠(d) a fost creat de către Societatea Germană de Fizică⁠(d) și Institutul Britanic de Fizică⁠(d). Acesta este acordat anual.[131][132]
- 1982 – Ceremonia de la Universitatea din Göttingen, în al 100-lea An de la Nașterea lui Max Born și James Franck, directori ai Institutului 1921-1933.[133]
- 1991 – Max-Born Institut für Nichtlineare Optik und Kurzzeitspektroskopie im Forschungsverbund Berlin e.V. - institut numit în onoarea lui.[134]